# Греста (Тренто)
Греста је насеље у Италији у округу Тренто, региону Трентино-Јужни Тирол.
Према процени из 2011. у насељу је живело 45 становника. Насеље се налази на надморској висини од 633 м.